# Volutella cinerescens
Volutella cinerescens är en svampart som först beskrevs av Vincenzo de Cesati, och fick sitt nu gällande namn av Pier Andrea Saccardo 1886. Volutella cinerescens ingår i släktet Volutella och familjen Nectriaceae.   Inga underarter finns listade i Catalogue of Life.